# 中等学校令
中等学校令（ちゅうとうがっこうれい、昭和18年1月21日勅令第36号）は、近代日本の中等教育機関のうち、中等教育学校（中学校・高等女学校・実業学校）を規定していた勅令である。

## 概要
1943年（昭和18年）1月21日公布、同年4月1日に施行された。これにより、中学校令、高等女学校令、実業学校令は廃止された。
「皇国の道に則って高等普通教育または実業教育を施し国民の錬成を行うこと」を目的とし（第1条）、それまで別々の法令で規定されていた中学校（旧制）・高等女学校・実業学校を中等教育学校としてひとまとめにした。
関連して、1943年（昭和18年）3月2日に「中学校規程」、「高等女学校規程」、「実業学校規程」が制定された。

## 中等学校
種類
- 中学校 - 男子に高等普通教育を行う。
- 高等女学校 - 女子に高等普通教育を行う。
- 実業学校 - 実業教育を行う。種類は農業学校・工業学校・商業学校・商船学校・水産学校・拓殖学校など。

設置者
北海道・府県・市町村・市町村学校組合・町村学校組合・これらに準ずるもの・私人が設置者とされた。設置・廃止の認可は、公立・私立問わず文部大臣が行う。
修業年限
4年とする。ただし高等女学校の修業年限を2年、実業学校の修業年限を男子3年・女子2年に短縮することができる。
入学資格
- 修業年限4年の課程では、国民学校初等科の修了者（12歳以上）
- 修業年限2年または3年の課程では、国民学校高等科の修了者（14歳以上）

夜間課程
必要に応じて夜間の授業を行う。修業年限は中学校と高等女学校が3年、実業学校が男子4年・女子3年とし、入学資格を国民学校高等科修了程度とする。
卒業者対象の課程
- 中学校卒業者を対象に実務科を中学校に設置できる。
- 高等女学校卒業者を対象に高等科、専攻科を高等女学校に設置できる。
- 実業学校卒業者を対象に専攻科を、国民学校高等科の修了者を対象に専修科を実業学校に設置できる。

教科書
原則として文部省が著作権を持つものを使用しなければならない。
授業料
徴収することができる。

## 一部改正
1946年（昭和21年）2月23日（昭和21年勅令第102号）- 前年に太平洋戦争が終了したため、中等学校の修業年限を変更する。
夜間課程以外
- 5年とする。ただし高等女学校および実業学校の修業年限を3年に短縮することができる。

夜間課程
- 中学校、高等女学校、実業学校ともに4年とする。

## 廃止
- 1947年（昭和22年）4月1日の学校教育法施行により廃止。